# Johann Očko von Wlašim

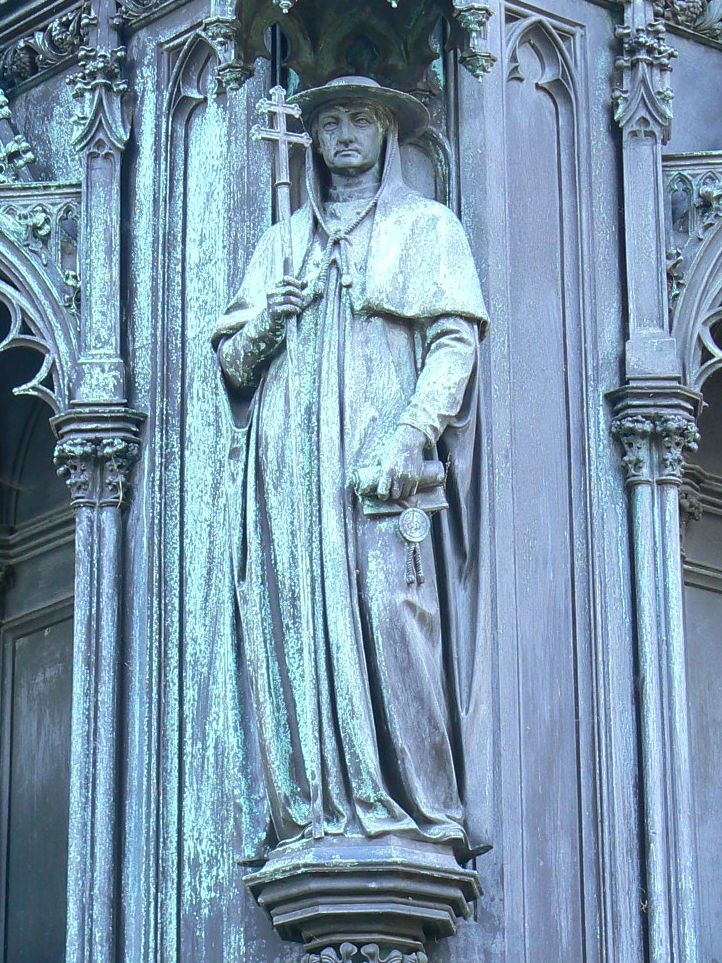
Kardinal Johann Očko von Wlašim

Johann Očko von Wlašim (tschechisch: Jan Očko z Vlašimi; * 1292 in Vlašim, Böhmen; † 14. Januar 1380 wohl in Prag) war Bischof von Olmütz, Erzbischof von Prag und Berater Kaiser Karls IV. sowie Kardinal.

## Herkunft und Werdegang

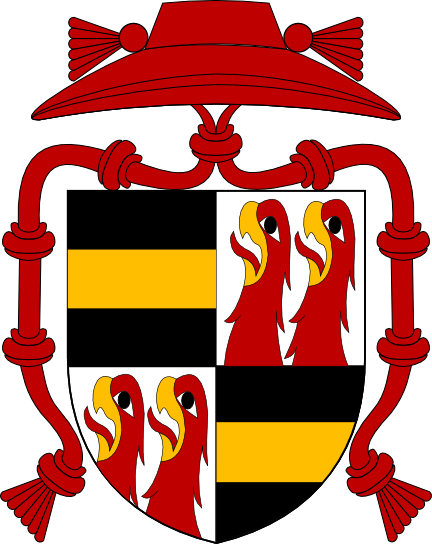
Kardinalswappen des Bischofs Johann Očko von Wlašim

Johann Očko von Wlašim entstammte dem böhmischen Adelsgeschlecht von Wlašim (z Vlašimi). Sein Vater war Johann von Kamenice und Seč. Johanns Bruder Paul nannte sich „von Jenstein“, nachdem er die gleichnamige Burg Jenstein erworben hatte. Dessen Sohn Johann von Jenstein war Erzbischof von Prag. Da Johann von Wlašim nach einem chirurgischen Eingriff am linken Auge erblindet war, wurde ihm der Spitzname „Očko“ (Äuglein) zugegeben.
Johann war Notar und Kaplan am Hofe Johanns von Luxemburg. Nachdem dessen Sohn Karl König von Böhmen wurde, ernannte dieser Johann zu seinem Sekretär. 1340 wurde Johann Propst an der Allerheiligen-Kapelle auf der Prager Burg, 1342 Domherr von Prag. Weitere Pfründen hatte er als Kanoniker von Mělník und Breslau.

### Bischof von Olmütz

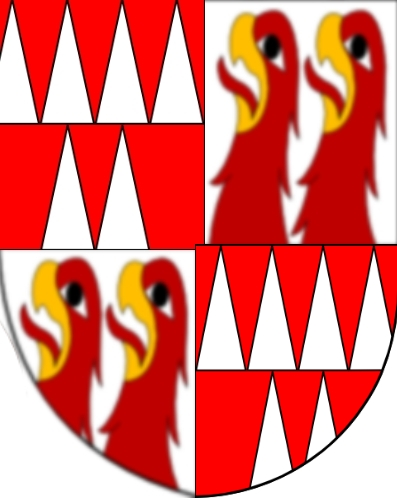
Wappen des Bischofs Johann Očko von Wlašim

Nach dem Tod des Olmützer Bischofs Jan Volek ernannte Papst Clemens VI. auf Betreiben des nunmehrigen Kaisers Karl IV. am 17. November 1351 Johann Očko von Wlašim zu dessen Nachfolger. Die Bischofsweihe erfolgte durch Erzbischof Ernst von Pardubitz im Veitsdom.
Nach dem Vorbild von Prag erließ Johann 1352 Statuten für das Olmützer Kapitel. Im Übrigen blieb er auch als Bischof Vertrauter und Berater des Kaisers, den er 1353 in die Schweiz begleitete. 1354 hielt er die Totenmesse für den Trierer Erzbischof Balduin von Luxemburg, einen Onkel des Kaisers. 1355 nahm er an Karls Romfahrt teil.

### Erzbischof von Prag

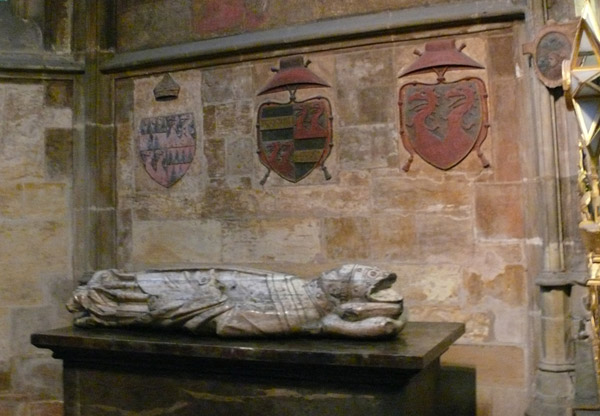
Tumba Johann Očkos von Wlašim im Prager Veitsdom

Auf Wunsch Kaiser Karls wählte das Prager Kapitel am 12. Juli 1364 Johann Očko von Wlašim zum Nachfolger des Erzbischofs Ernst von Pardubitz. Die Translation durch Papst Urban V. erfolgte am 23. August des Jahres. Ende des Jahres erhielt Johann das Pallium aus der Hand des Speyerer Bischofs Lamprecht von Brunn. 1365 begleitete Johann den Kaiser zur Kurie nach Avignon. Dort ernannte ihn der Papst am 28. Mai 1365 zum päpstlichen Legaten für die Diözesen Prag, Olmütz, Leitomischl, Meißen, Bamberg und Regensburg. Diese Würde sollte auch für Johanns Nachfolger gelten.
Auch als Erzbischof wirkte Johann als Berater, Diplomat und enger Mitarbeiter für den Kaiser. Während dessen Italienaufenthalt 1368 verwaltete Johann als Vormund Wenzels IV. als Statthalter die Niederlausitz. 1370 krönte er Wenzels Frau Johanna von Bayern zur Königin von Böhmen.
Wie sein Vorgänger bemühte sich Johann Očko von Wlašim um die Hebung des religiösen und kirchlichen Lebens in seiner Diözese. Zu diesem Zweck veranstaltete er mehrere Diözesansynoden. 1371 gründete er auf dem Hradschin ein Spital für arme Kleriker. Während seiner Amtszeit erfolgten zahlreiche Baumaßnahmen, u. a. an der Kathedrale, dem Bischofshof auf der Prager Kleinseite und an der bischöflichen Burg in Raudnitz. Großes Interesse zeigte Johann für die Reformprediger Konrad von Waldhausen und Johann Milíč von Kremsier.
Am 17. September 1378 resignierte Johann aus Altersgründen auf sein Amt. Einen Tag später wurde er von Papst Urban VI. zum Kardinalpriester von Santi XII Apostoli erhoben. Am 15. Dezember des Jahres kam ihm die Ehre zu, die Totenmesse für Kaiser Karl IV. zu halten.